# موزه شهر خنت
موزه شهر خنت (هلندی: Stadsmuseum Gent یا به اختصار STAM) یک موزه دربارهٔ تاریخ و فرهنگ شهر خنت در ناحیه فلاندرز بلژیک است که در ۹ نوامبر ۲۰۱۰ افتتاح شد.

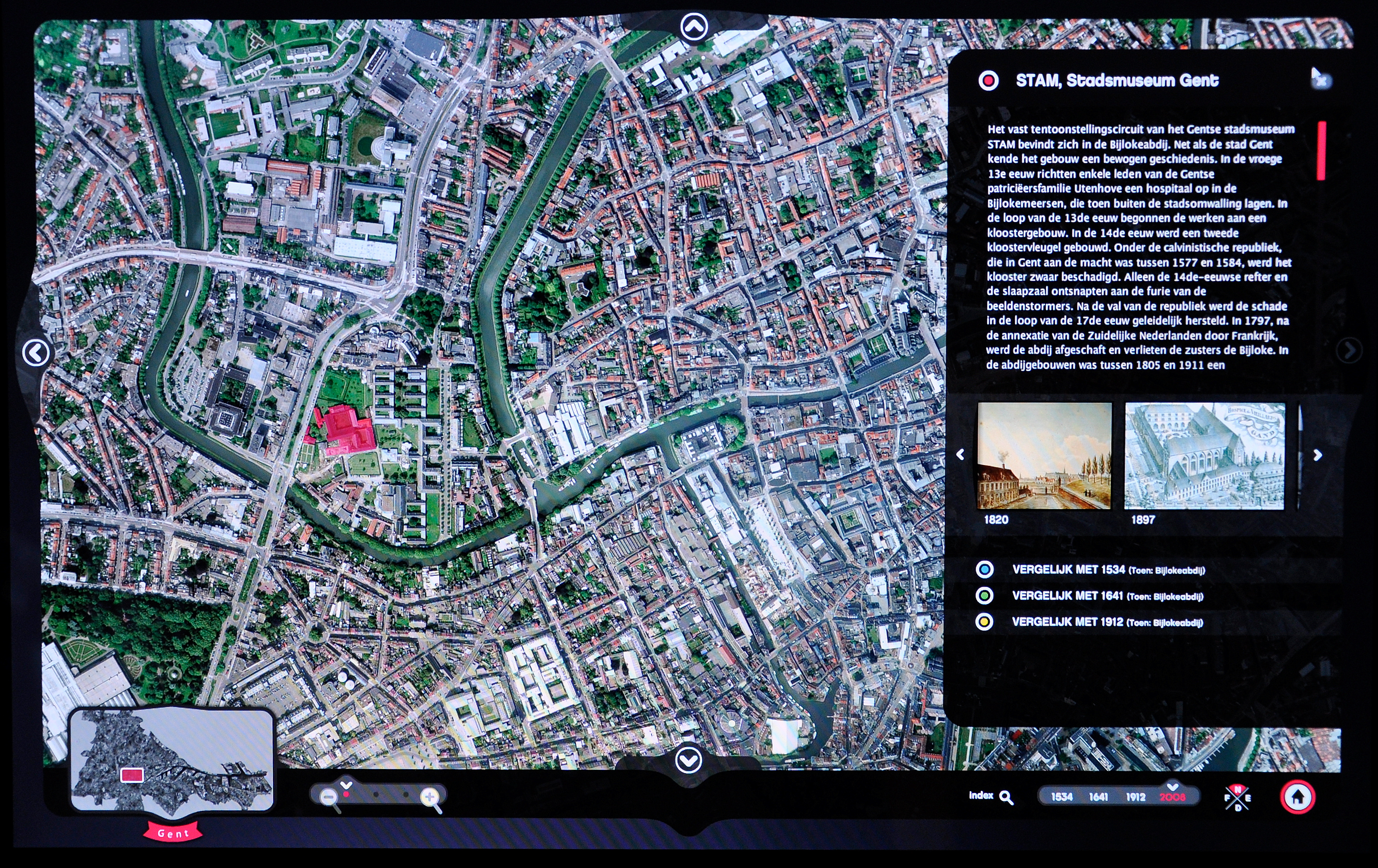
نقشه تعاملی
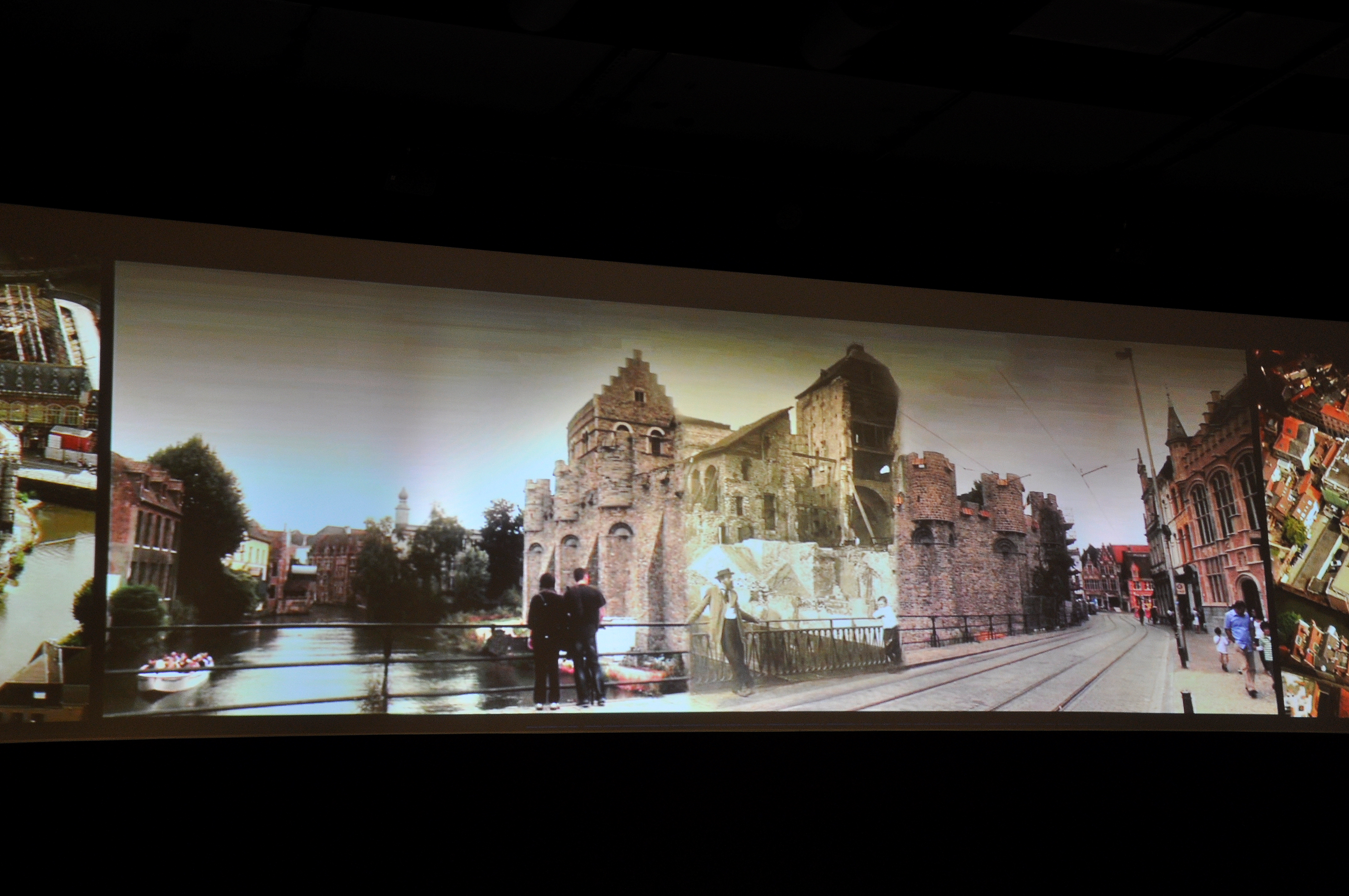
پروجکشن تصاویر
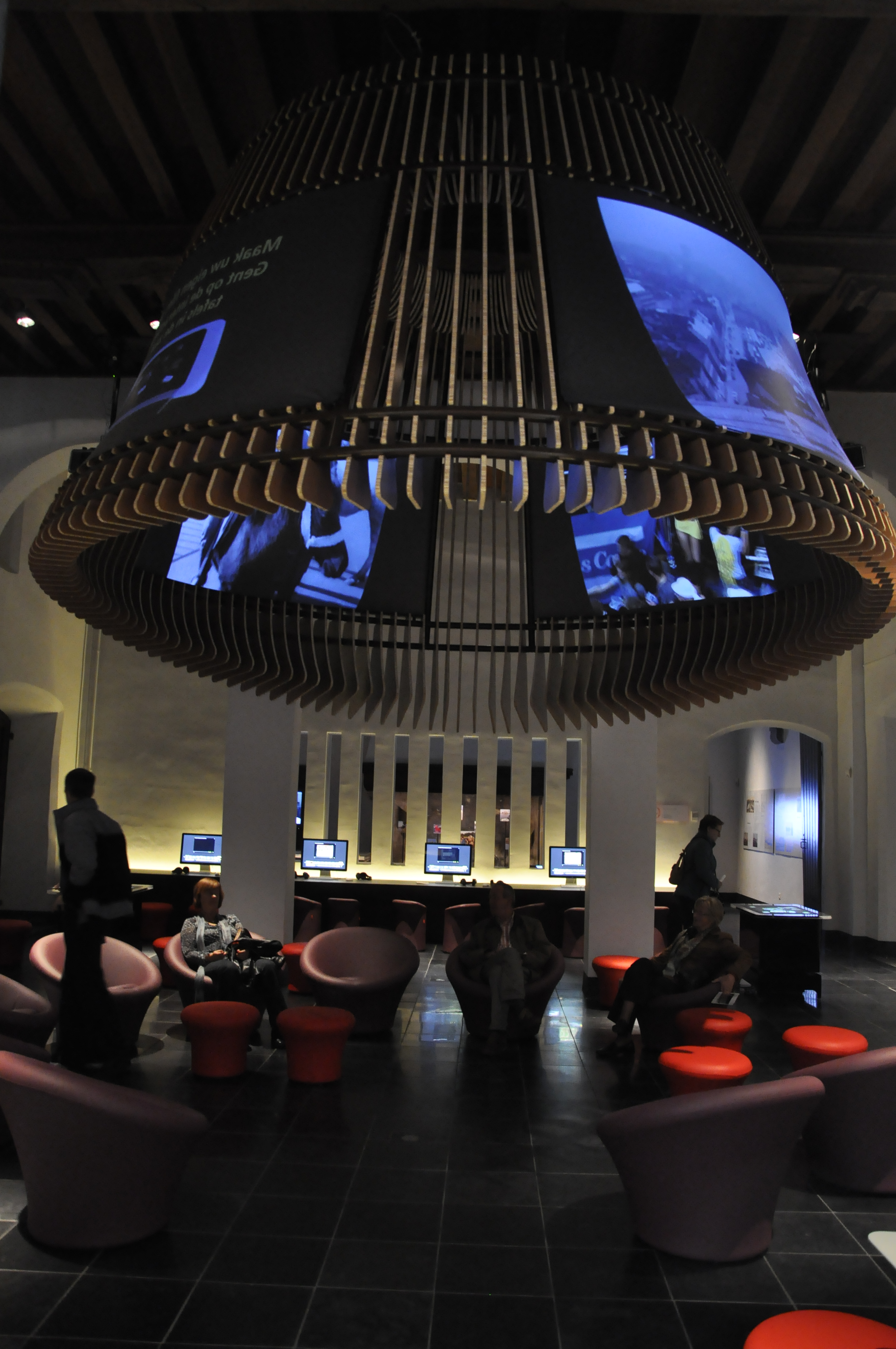
یکی از اتاقها
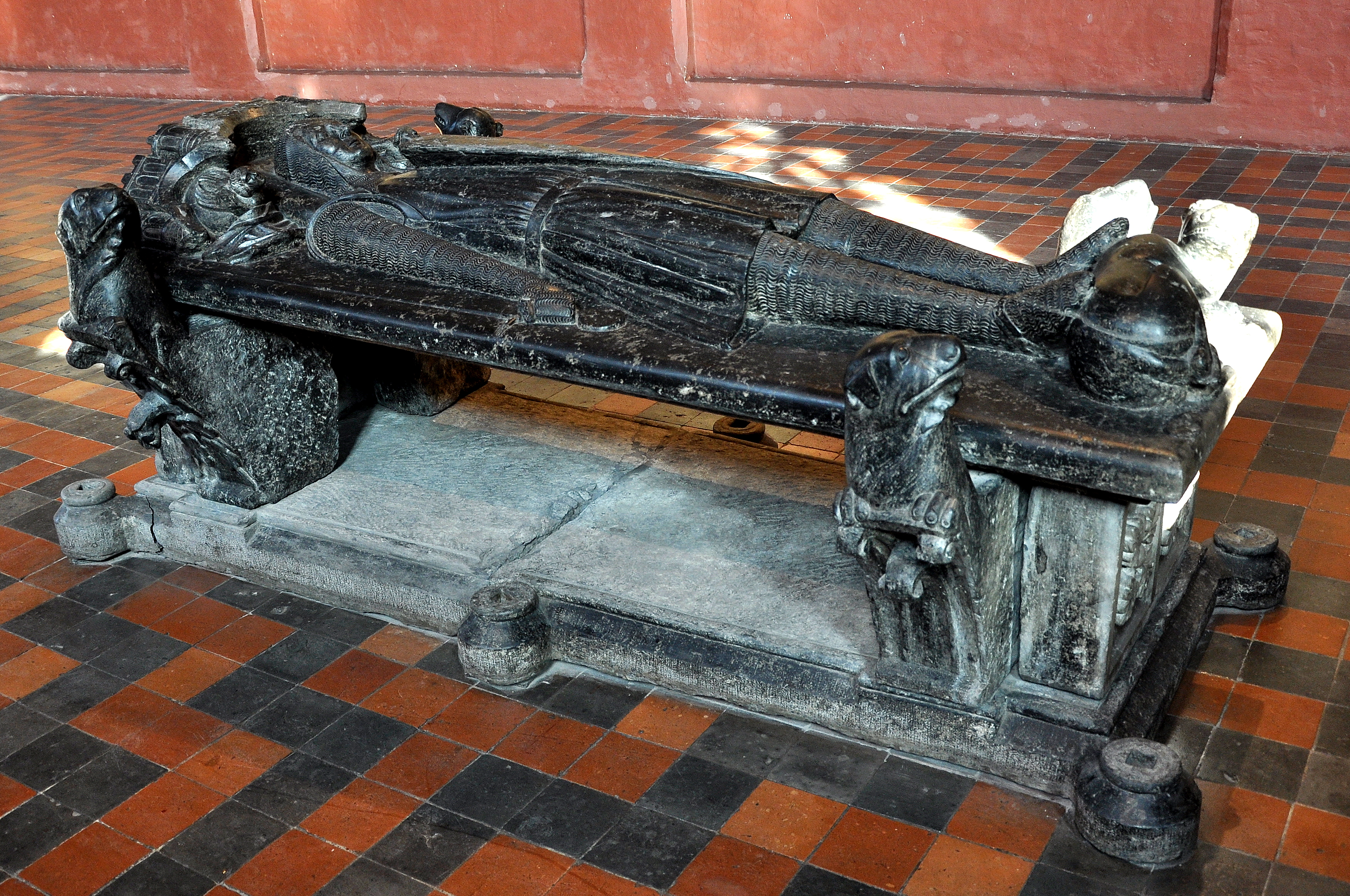
آرامگاه اوگوی دوم
منشور لویی پرهیزگار